# Marco Polo du ký
Quyển sách về những Kỳ quan của Thế giới (tiếng Pháp: Livre des Merveilles du Monde) hay Bản mô tả Thế giới (Devisement du Monde), trong tiếng Ý Il Milione hoặc Oriente Poliano và trong tiếng Anh thường gọi là Những chuyến du hành của Marco Polo hay Marco Polo du ký (The Travels of Marco Polo), là một quyển du ký thế kỷ 13 do Rustichello da Pisa viết lại từ những câu chuyện kể của Marco Polo, mô tả hành trình của Polo đi qua châu Á, Ba Tư, Trung Quốc và Indonesia từ năm 1276 đến 1291, cùng những trải nghiệm của ông khi còn phụng sự triều đình của Đại hãn Hốt Tất Liệt (Kublai Khan).
Cuốn sách lúc đầu có cái tựa đề Cuộc chuyện trò thân mật về Thế giới được viết bằng tiếng Pháp cổ của nhà văn truyện hiệp sĩ Rustichello da Pisa dựa theo những lời tường thuật mà ông đã nghe được từ Marco Polo khi họ bị giam chung tại Genova. Ngay từ đầu giới học giả đã dấy lên sự nghi ngờ về các câu truyện đôi khi hoang đường của Polo, cũng như một cuộc tranh luận học thuật trong thời gian gần đây. Một số người còn đặt câu hỏi liệu Marco đã thực sự du hành đến Trung Quốc hay chỉ lặp đi lặp lại những câu chuyện mà ông đã nghe kể từ những du khách khác. Những người ủng hộ độ chính xác cơ bản của cuốn sách đã đáp lại như nhà sử học kinh tế Mark Elvin kết luận rằng tác phẩm gần đây "được chứng minh bởi ví dụ cụ thể sau khi ví dụ riêng biệt cuối cùng làm áp đảo điều có thể xảy ra về tính xác thực rộng lớn" qua lời mô tả của Polo, và rằng cuốn sách "về bản chất mang tính xác thực và khi được sử dụng với sự cẩn thận theo nghĩa rộng để được tin cậy như một điều quan trọng mặc dù rõ ràng là không phải luôn luôn là bằng chứng sau cùng."

## Lịch sử

Lộ trình mà Polo mô tả trong quyển Du ký của mình.

Nguồn gốc của tên gọi Il Milione vẫn còn gây tranh cãi trong giới sử học. Theo quan điểm thì nó xuất phát từ việc sử dụng cái tên Emilione của gia đình Polo để phân biệt họ với vô số gia đình Venezia khác mang tên Polo. Còn theo quan điểm chung thì tên gọi này dùng để chỉ sự đón nhận quyển du ký vào thời Trung Cổ mà cụ thể là dạng đầy đủ của "million" lies.
Các ước định đương đại về văn bản này thường coi nó là sự ghi chép việc quan sát chứ không phải là của một nhà lữ hành giàu trí tưởng tượng hay có óc phân tích. Marco Polo nổi lên như là kẻ tò mò và khoan dung, và đã hiến dâng cho Đại hãn Hốt Tất Liệt và triều đại mà ông phục vụ trong suốt hai thập kỷ. Cuốn sách là lời tường thuật của Polo về chuyến đi tới Trung Quốc của mình mà ông gọi là Cathay (miền bắc Trung Quốc) và Manji (miền nam Trung Quốc). Nhóm của Polo rời khỏi Venezia vào năm 1271. Họ đã rời Trung Quốc vào cuối năm 1290 hoặc đầu năm 1291 và trở lại Venezia vào năm 1295. Theo truyền thuyết thì Polo đã đọc quyển sách này lại cho nhà văn truyện hiệp sĩ Rustichello da Pisa khi họ ở trong tù tại Genova vào khoảng năm 1298–1299; Rustichello có thể đặt bút viết nên phiên bản bằng thứ tiếng Pháp-Ý đầu tiên của mình từ các ghi chú của Marco. Cuốn sách này sau đó được đặt tên là Devisement du Monde và Livres des Merveilles du Monde trong tiếng Pháp và De Mirabilibus Mundi trong tiếng Latinh.

## Nội dung
Du ký được chia thành bốn quyển. Quyển Một mô tả các vùng đất của Trung Đông và Trung Á mà Marco đã gặp phải trên đường đến Trung Quốc. Quyển Hai mô tả Trung Quốc và triều đình của Đại hãn Hốt Tất Liệt. Quyển Ba mô tả một số vùng ven biển phía Đông: Nhật Bản, Ấn Độ, Sri Lanka, Đông Nam Á và bờ biển phía đông châu Phi. Cuối cùng là Quyển Bốn mô tả một số cuộc chiến tranh đương thời giữa Mông Cổ và một vài khu vực của vùng cực Bắc mà nay thuộc địa phận nước Nga.

## Di sản

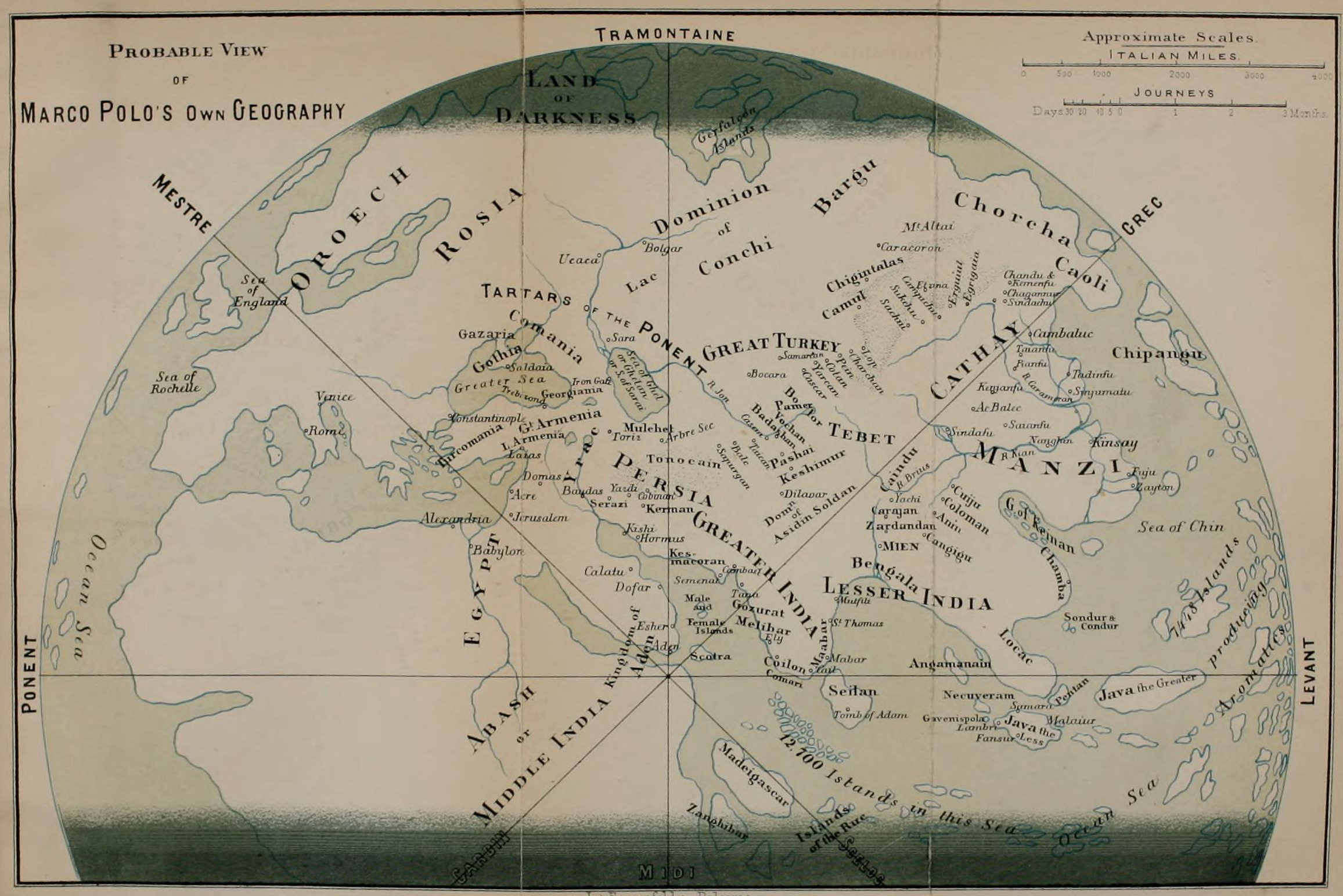
Góc nhìn về địa lý nhiều khả năng là của chính Marco Polo (vẽ bởi H. Yule, 1871).

Du ký được coi là một tác phẩm thành công nổi tiếng hiếm hoi trong thời đại trước khi đem in. Tác động từ cuốn sách của Polo lên ngành bản đồ học đã bị ngăn trở: tấm bản đồ đầu tiên mà một số tên gọi được Polo đề cập đến xuất hiện trong Tập bản đồ địa lý xứ Catalan của Charles V (1375), trong đó bao gồm ba mươi tên gọi ở Trung Quốc và một số địa danh khác ở châu Á. Vào giữa thế kỷ 15 nhà bản đồ học xứ Murano là Fra Mauro đã liệt kê một cách tỉ mỉ các địa danh của Polo trong bản đồ thế giới của ông. Sự mô tả vùng Viễn Đông của Marco Polo và sự giàu có của nó đã truyền cảm hứng cho quyết định của Christopher Columbus nhằm tìm cách đi đến châu Á bằng đường biển theo một tuyến đường phía tây. Một bản sao chứa nhiều chú thích trong cuốn sách của Polo là một trong số thuộc về Columbus. Tác phẩm của Polo còn mô tả về tập tục ăn thịt người và người trồng hương liệu.

## Phiên bản về sau

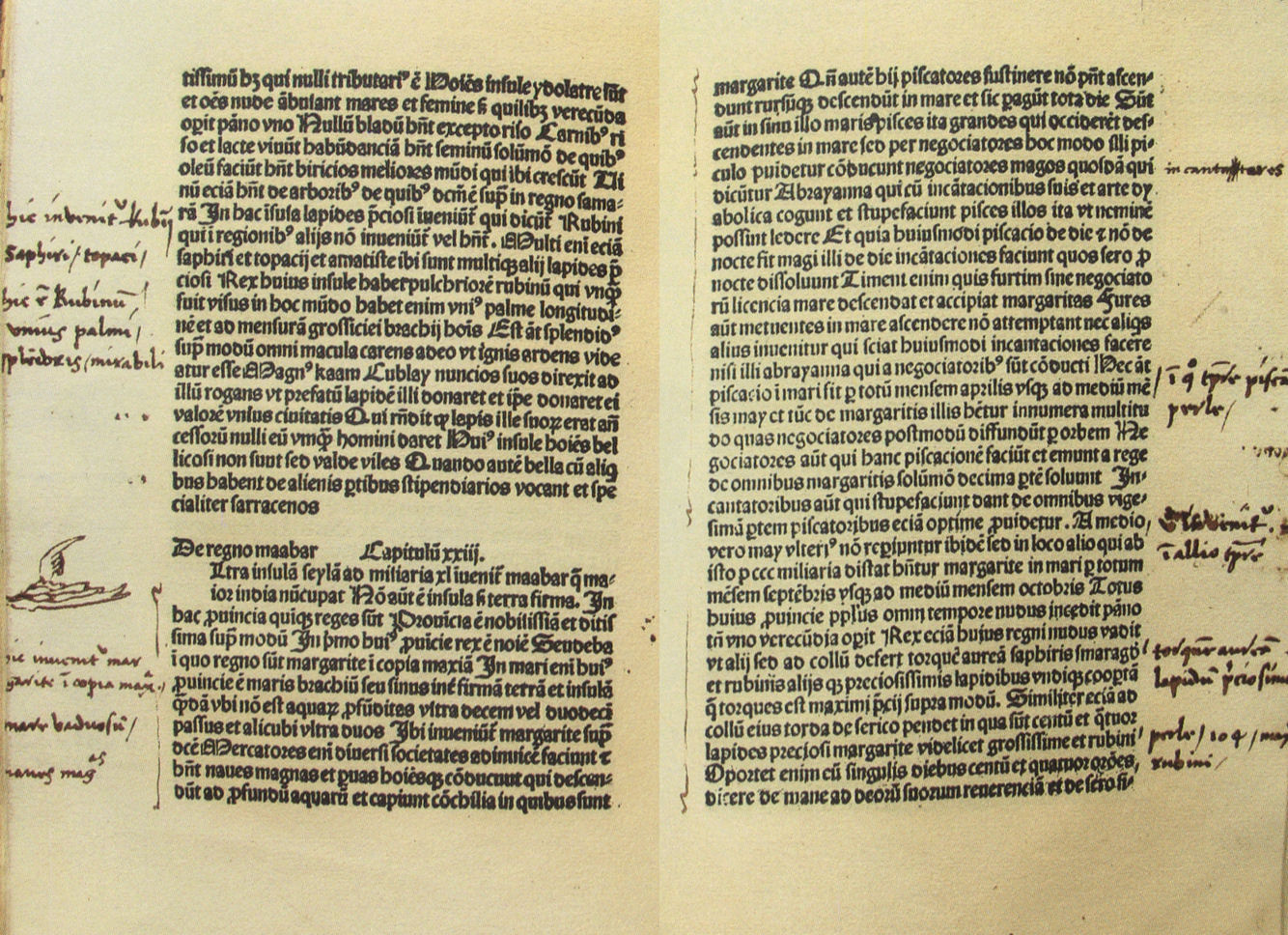
Các ghi chú viết tay của Christopher Columbus trên ấn bản tiếng Latinh trong quyển Le livre des merveilles của Marco Polo.

Marco Polo có mặt trong cùng chuyến đi của cha và chú mình (cả hai đều đã từng đến Trung Quốc trước đó), mặc dù cả hai người chẳng ai công bố bất kỳ tác phẩm nổi tiếng nào kể về cuộc hành trình của họ. Cuốn sách đã được dịch ra nhiều ngôn ngữ châu Âu vào thời của Marco Polo nhưng bản thảo gốc đã bị thất truyền.
Bản thảo cổ xưa nhất còn tồn tại của Polo chính là bản tiếng Pháp cổ pha lẫn nhiều với tiếng Ý, đối với Luigi Foscolo Benedetto, văn bản "F" này là bản văn nguyên gốc cơ bản mà ông đã hiệu chỉnh bằng cách so sánh nó với bản tiếng Latinh có phần chi tiết hơn của Ramusio, cùng với một bản thảo tiếng Latinh trong Biblioteca Ambrosiana. Bản khác có tầm quan trọng lúc đầu là R (một bản dịch tiếng Ý đầu tiên được xuất bản vào thế kỷ 16) và Z (một bản thảo tiếng Latinh từ thế kỷ 15 được lưu trữ tại Toledo, Tây Ban Nha). Bản thảo tiếng Pháp cổ khác của Polo có niên đại khoảng năm 1350 hiện đang nằm trong tay Thư viện Quốc gia Thụy Điển. Tổng cộng có khoảng 150 bản bằng các ngôn ngữ khác nhau là còn tồn tại. Tuy nhiên trong quá trình sao chép và phiên dịch đã làm nảy sinh nhiều lỗi sai sót, do vậy có nhiều sự khác biệt giữa các bản sao khác nhau. Bản dịch tiếng Anh đầu tiên là phiên bản Elizabethan của John Frampton với nhan đề The most noble and famous travels of Marco Polo.
Nỗ lực đầu tiên nhằm đối chiếu bản thảo và cung cấp một phiên bản quan trọng nằm trong một bộ sách chuyên thu thập các bài du ký được in tại Venezia vào năm 1559. Nhà biên tập Giovan Battista Ramusio đã đối chiếu bản thảo từ phần đầu tiên của thế kỷ 14, mà ông coi là "perfettamente corretto" ("hoàn toàn chính xác"). Chính ông đã nêu lên ý kiến mà không được các học giả hiện đại đồng tình, rằng Marco lần đầu tiên đã viết bằng tiếng Latinh rồi nhanh chóng dịch sang tiếng Ý: ông dường như có khả năng sử dụng phiên bản tiếng Latinh "của thời cổ điển diệu kỳ" vay mượn từ một người bạn trong gia tộc Ghisi ở Venezia.
Ấn bản của Benedetto với tên gọi Marco Polo, Il Milione dưới sự bảo trợ của Comitato Geografico Nazionale Italiano (Florence: Olschki, 1928), đã đối chiếu sáu mươi nguồn bản thảo bổ sung, cộng thêm tám mươi bản đã được Henry Yule thu thập cho ấn bản năm 1871 của mình. Cũng chính Benedetto đã xác định được Rustichello da Pisa, trong vai trò là người biên soạn và ghi chép nguyên thủy và văn bản được xác minh là của ông đã cung cấp cơ sở cho nhiều bản dịch hiện đại như ấn bản tiếng Ý của ông vào năm 1932 và Marco Polo du ký của Aldo Ricci (London, 1931). A. C. Moule và Paul Pelliot đã xuất bản bản dịch dưới nhan đề Description of the World sử dụng bản thảo F làm cơ sở của nó và cố gắng kết hợp các phiên bản khác của văn bản thành một câu chuyện liên tục trong khi đồng thời chỉ ra nguồn gốc của từng phần (London, 1938). Lời giới thiệu về Marco Polo là Leonard Olschki trong quyển Marco Polo's Asia: An Introduction to His "Description of the World" Called "Il Milione" được dịch bởi John A. Scott (Berkeley: University of California) năm 1960; bắt nguồn từ buổi lễ kỷ niệm bảy trăm năm ngày sinh của Marco Polo.

## Những du khách khác
Mặc dù Marco Polo chắc chắn là nhân vật nổi tiếng nhất đương thời, nhưng ông lại không phải là người duy nhất mà cũng không phải là du khách châu Âu đầu tiên đặt chân tới lãnh địa của Đế quốc Mông Cổ rồi về sau viết nên một quyển sách tường thuật những trải nghiệm của mình. Các nhà lữ hành châu Âu thế kỷ 13 khác đã làm một cuộc hành trình tới triều đình của Đại hãn bao gồm André de Longjumeau, William of Rubruck và Giovanni da Pian del Carpine với Benedykt Polak. Chẳng ai trong số họ đến thăm Trung Quốc ngoại trừ Marco Polo. Thương nhân Maroc Ibn Battuta đã du hành qua Hãn quốc Kim Trướng và Trung Quốc sau đó vào đầu đến giữa thế kỷ 14. Tác giả người Anh thế kỷ 14 John de Mandeville thậm chí còn viết một bản tường thuật về các cuộc hành trình ở phương Đông nhưng điều này có lẽ được dựa trên các tin tức đã qua sử dụng và chứa đựng nhiều thông tin đáng nghi vấn.

## Tham khảo

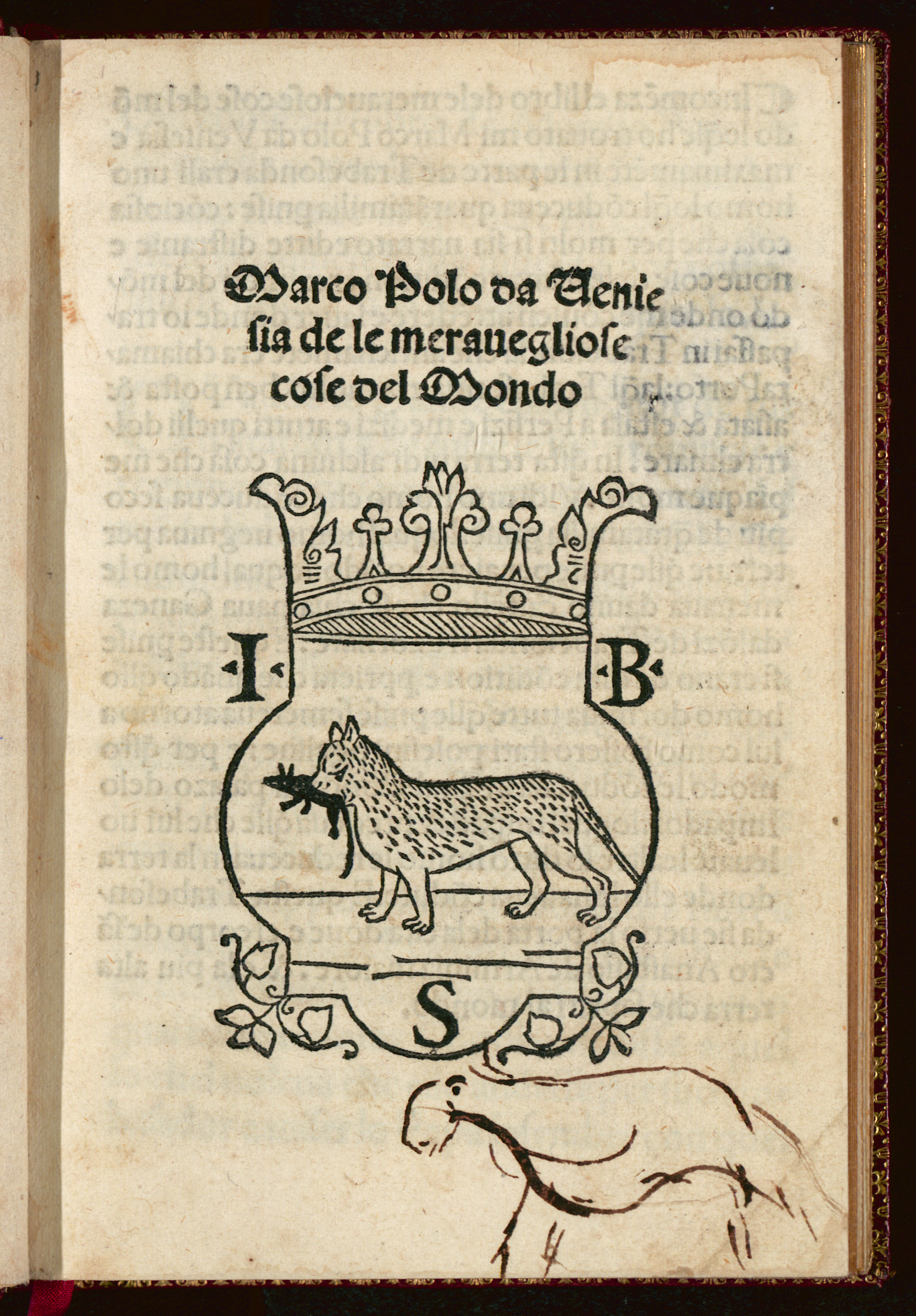
Ấn bản tiếng Ý tác phẩm của Marco Polo nhan đề Delle meravigliose cose del mondo, 1496